# Arto Bryggare
Arto Bryggare (Finlandia, 26 de mayo de 1958) es un atleta finlandés, especializado en la prueba de 110 m vallas en la que llegó a ser subcampeón del mundo en 1983.

## Carrera deportiva
En el Mundial de Helsinki 1983 ganó la medalla de plata en los 110 metros vallas, con un tiempo de 13.46 segundos, llegando a la meta tras el estadounidense Greg Foster y delante de otro estadounidense Willie Gault.
Al año siguiente, en los JJ. OO de Los Ángeles 1984 ganó el bronce en la misma prueba.